# Tunesersagen
Tunesersagen er sagen mod to tunesere, der var mistænkt for planer om at dræbe en tegneren Kurt Westergaard, der havde tegnet en af Muhammed-tegningerne der blev offentliggjort i 2005.

## Mordplaner mod Kurt Westergaard
Den 12. februar 2008 anholdt PET tre: en dansk og to tunesiske statsborgere mistænkt for at have planer om at dræbe tegneren Kurt Westergaard, en af Muhammed-tegnerne. Dansk-marokkaneren blev løsladt kort efter anholdelsen, og sagen mod ham droppet 9. juli. De to tunesiske statsborgere blev af Integrationsministeriet administrativt udvist af landet pga. "hemmelige beviser", der udelukkende forevistes justitsminister Lene Espersen og integrationsminister Birthe Rønn Hornbech og hverken de anklagede eller deres forsvarere. Ved en dom i Københavns byret 14. februar godkendtes en fængsling af dem til udvisningen. Dommen blev stadfæstet ved landsretten 21. februar.

## Højesteretdomme
På grund de hemmelige beviser blev dommen anket til Højesteret om fængslingens berettigelse, og retten afgjorde 2. juli, at sagen skulle gå om, fordi de anklagede ikke havde fået en korrekt behandling i by- og landsretten. Blandt andet krævedes flere beviser fremlagt. Ved sagen i landsretten fremlagde PET flere af de "hemmelige beviser". Det medførte dom af 14. juli og i landsretten 25. juli. De anklagedes forsvarere ankede til højesteret.
Den 20. oktober besluttede flygtningenævnet, at de to tunesere ikke kunne udvises til Tunesien, da der var begrundet risiko for, at de ville blive udsat for tortur der. I stedet kom de på tålt ophold i Danmark. Det betød, at der ikke længere var begrundelse for at opretholde fængslingen. Den ene valgte frivilligt at rejse ud af landet. Sagen blev stadig behandlet i højesteret, og den 19. november faldt dommen. Højesteret fandt, at PET ikke havde nok beviser til at holde den 36-årige tuneser, der stadig befandt sig i Danmark, fængslet i otte måneder. Den fandt til gengæld, at fængslingen af den anden tuneser, som havde forladt landet, var berettiget af hensyn til statens sikkerhed.

## Videre udvikling
Den 36-årige tuneser opholder sig i Sandholmlejren, men har lov til at besøge sin familie i Århus. Det fik formiddagsbladet B.T. til at bringe en historie søndag den 9. november 2008 om, at tuneseren opholdt sig i Århus kun 10 minutters gang fra Kurt Westergaards hjem. Det skete under finanslovsforhandlingerne, og fik Dansk Folkepartis leder Pia Kjærsgaard til at kræve en særlov, der begrænsede tuneserens bevægelsesfrihed, under trussel om afbrydelse af forhandlingerne.. Regeringen tog truslen alvorligt, hvilket medførte tuneserloven, der med et snævert flertal blev vedtaget i Folketinget 19. december.

## Mulige fejl i beviser
B.T. skriver 8. februar 2009, at der muligvis er fejl i de beviser, som PET har fremlagt for domstolene. Det drejer sig om to fejl: den ene at PET skrev, at der var fundet "en pistol med tilhørende ammunition" i den ene tunesers hjem. I virkeligheden drejede det sig om en gaspistol som muligvis var defekt. Den anden fejl, skriver B.T., var en oversætterfejl i den arabiske tekst, som blev fundet hos den ene tuneser. PET hævdede at teksten indeholdt en formulering, der sagde at de to tunesere ville bruge en bil med "sprængstof og detonatorer", men en statsprøvet tolk som B.T. har spurgt, hævder at formuleringen udelukkende betyder, at bilen er "omstruktureret". PET har ikke ønsket at kommentere B.T.s påstande.

## Udvisning underkendt
Den administrative udvisning af tuneseren Slim Chafra blev den 20. december 2010 underkendt af Østre Landsret, idet retten fandt at de beviser PET fremlagde ikke var tilstrækkelige, samt at den pålagte daglige meldepligt på Sandholmlejrne overtrådte den Europæiske Menneskerettighedskonventions artikel 8 om ret til familieliv. Desuden blev Slim Chafra tildelt en erstatning på 35.000 kr.